# Pelophryne rhopophilia
Espèce
Synonymes
- Pelophryne rhopophilius Inger & Stuebing, 1996

Statut de conservation UICN

 VU B1ab(iii) : Vulnérable
Pelophryne rhopophilia est une espèce d'amphibiens de la famille des Bufonidae.

## Répartition
Cette espèce est endémique du Nord-Ouest de Bornéo. Elle se rencontre dans le Sud-Ouest et le Nord-Est de l'État du Sarawak en Malaisie et au Kalimantan occidental en Indonésie vers 800 m d'altitude. 
Sa présence est incertaine au Brunei.

## Description
Les mâles mesurent de 21,7 à 23,8 mm.

## Étymologie
Le nom spécifique rhopophilia vient du grec rhops, le buisson, et de philios, aimant, en référence aux arbustes feuillus dans lesquels l'espèce a été découverte.

## Publication originale
- Inger & Stuebing, 1996 : Two new species of frogs from southeastern Sarawak. Raffles Bulletin of Zoology, vol. 44, no 2, p. 543–549 (texte intégral).